# Alanda Scott
Alanda Scott (* 7. Februar 1981) ist eine ehemalige britische Biathletin und spätere Triathletin.

## Karriere
Alanda Scott startete für die RE Ladies. Ihre ersten internationalen Rennen bestritt sie bei den Biathlon-Europameisterschaften 2008 in Nové Město na Moravě. Im Einzel lief sie auf den 54. Rang, im Sprint wurde sie 50., in der Verfolgung kam sie auf Rang 39 und mit der britischen Staffel wurde Scott 12. Danach gab sie auch ihr Debüt im Biathlon-Europacup. Im Biathlon-Weltcup trat die Britin erstmals in der Saison 2008/09 in Hochfilzen an und wurde 104. im Einzel. Mit der Staffel wurde ein 17. Platz ihr bestes Ergebnis. Der größte Karrierehöhepunkt kam im Frühjahr 2009, als die Britin für die Weltmeisterschaften in Pyeongchang nominiert wurde. Sie wurde 97. im Sprint, 98. im Einzel sowie 21. mit der Staffel.
National wurde Scott 2007 Vizemeisterin im Sprint. 2008 gewann sie den Titel mit der Militärpatrouille, wurde Vizemeisterin im Massenstart sowie Dritte im Einzel, im Sprint und im Team. Auch 2009 gewann sie einen Titel, dieses Mal im Sprint. Mit der Staffel und im Team belegte sie jeweils Rang drei.
Im Dezember 2009 wurde Scott in ihrer Aufgabe als Soldatin nach Afghanistan geschickt und stand seitdem dem Nationalteam nicht zur Verfügung. Deshalb konnte zunächst auch keine britische Frauenstaffel mehr im Weltcup antreten. Nach der Saison 2009/10 konzentriert sich Scott vorrangig auf ihre militärische Karriere und ihre Karriere als Triathletin.

## Statistiken

### Biathlon-Weltcup-Platzierungen
Die Tabelle zeigt alle Platzierungen (je nach Austragungsjahr einschließlich Olympische Spiele und Weltmeisterschaften).
- 1.–3. Platz: Anzahl der Podiumsplatzierungen
- Top 10: Anzahl der Platzierungen unter den ersten zehn (einschließlich Podium)
- Punkteränge: Anzahl der Platzierungen innerhalb der Punkteränge (einschließlich Podium und Top 10)
- Starts: Anzahl gelaufener Rennen in der jeweiligen Disziplin

| Platzierung         | Einzel | Sprint | Verfolgung | Massenstart | Staffel | Gesamt |
| ------------------- | ------ | ------ | ---------- | ----------- | ------- | ------ |
| 1. Platz            |        |        |            |             |         |        |
| 2. Platz            |        |        |            |             |         |        |
| 3. Platz            |        |        |            |             |         |        |
| Top 10              |        |        |            |             |         |        |
| Punkteränge         |        |        |            |             | 3       | 3      |
| Starts              | 3      | 4      |            |             | 3       | 10     |
| Stand: Karriereende |        |        |            |             |         |        |

### Biathlon-Weltmeisterschaften
Ergebnisse bei den Weltmeisterschaften:
| Weltmeisterschaften | Weltmeisterschaften | Einzelwettbewerbe | Einzelwettbewerbe | Einzelwettbewerbe | Einzelwettbewerbe | Staffelwettbewerbe |
| Jahr                | Ort                 | Einzel            | Sprint            | Verfolgung        | Massenstart       | Damenstaffel       |
| ------------------- | ------------------- | ----------------- | ----------------- | ----------------- | ----------------- | ------------------ |
| 2009                | Pyeongchang         | 98.               | 97.               | –                 | –                 | 21.                |